# Copăceni (okręg Bihor)
Copăceni – wieś w Rumunii, w okręgu Bihor, w gminie Sâmbăta. W 2011 roku liczyła 139 mieszkańców.